# Pro Cultura Hungarica díj
A „Pro Cultura Hungarica” díj vagy emlékplakett a magyar kultúra értékeinek külhoni megismertetésében és terjesztésében, valamint a magyar nemzet és más nemzetek művelődési kapcsolatainak gazdagításában elévülhetetlen érdemeket szerzett külföldi állampolgárok részére adományozható.
A kitüntetett Pro Cultura Hungarica emlékérmet és igazoló okiratot kap. Az érem alkotója Kiss Nagy András.
Az érem kerek alakú, bronzból készült, átmérője 80, vastagsága 7 mm. Az érem első oldala a pannon tájat, a magvető ember alakját, a zeniten álló nappal ábrázolja. Az érem hátoldalát a PRO CULTURA HUNGARICA koszorúba foglalt felirata díszíti.
A díjból évente legfeljebb tíz adományozható

## Díjazottak
2025
- Molnár Ottó karnagy, kántor, zenetanár

### 2023
- Kolcsár Béla igazgató,
- Nelli Dimova műfordító, programszervező,
- Ruzsena Szuhankó elnök

### 2022
- Hargitai Péter, költő, regényíró, a magyar irodalom fordítója, a Florida International University volt egyetemi tanára.

### 2021
- Frankl Péter zongoraművészt
- Takács András néptáncgyűjtő, koreográfust

- Benko Pál közösségszervező, népművész, a Füleki Gimnázium tanára
- Ito Naomi zenetanár, a nagojai Nunoike Művelődési Ház Zeneoktató Terem (zeneiskola) volt vezetője.

### 2020
- Brizzi, Gian Paolo(wd) hungarológus, a Bolognai Alma Mater Studiorum professor emeritusa.[8][9]
- Szvorák Zsuzsanna, a Füleki Gimnázium magyar nyelv és irodalom, valamint etikai nevelés szakos tanára.[10][9]
- Turczi István költő, műfordító, irodalomszervező egyetemi oktató.
- Fallhauser Máté trombita művész, pedagógus.

### 2019
- Böjte Csaba ferences rendi szerzetes, a Dévai Szent Ferenc Alapítvány alapítója. [11]
- Tóth Péter Lóránt Radnóti- és Latinovits-díjas versmondó, a „versvándor”[12]
- Sterlik Nikolett, a Vive Tu Cultura Húngara – Mesevár és Tudásvár (Madrid) alapítója

### 2018
- Gémes István evangélikus lelkész[13]
- Endrész László artista[14]
- Rencsik Imre, a nagyváradi Posticum spirituális és kulturális központ alapítója, irányítója[15]

### 2017
- Sarah Isabel Bisley karnagy, az Aorangi Szimfonikus Zenekar zeneigazgatója és művészeti vezetője[16]
- Jü Cö-min, a kortárs magyar irodalom kínai fordítója[17]
- Zagiba Tibor[18]
- Kálmán Yvonne[19]

### 2016
- Kubička Kucsera Klára művészettörténész[20]
- Gergely Balázs régész, közösségszervező[21]

### 2015
- Gina Giannotti, az Olasz Kultúrintézet igazgatója[22]
- Soós Zoltán, marosvásárhelyi történész[23]

### 2014
- dr. Pászt Patrícia, műfordító, polonista, kulturális menedzser, a Krakkói Magyar Centrum megalapítója és igazgatója, a lengyel-magyar kulturális együttműködés terén végzett munkájáért és a krakkói magyar kulturális telephely 15 éves működtetéséért.[24]
- Kao Csien-csin (Gao Jianjin), a Kínai Központi Zeneakadémia Zenei Nevelés Tanszékének vezetője a magyar zenepedagógia, különösen a Kodály-módszer kínai zeneoktatásban való meghonosításáért, a magyar zeneművészet és zenetudomány kínai népszerűsítéséért[25]
- Claudia Yang, zongoraművész, a magyar zongoraművek, különösen Liszt Ferenc művei elmélyült értelmezéséért, a magyar zenekultúra magas művészi szintű, önzetlen és elhivatott megjelenítéséért[25]
- Gilberto Martinelli, filmrendező, az olasz-magyar kulturális és diplomáciai kapcsolatok elmélyítéséért

### 2013
- Mészáros László Svédországban élő balettmester, a magyar kultúra értékeinek megismertetése érdekében tett erőfeszítései elismeréseként[26]
- Gün Benderli műfordítói, szótárkészítői és rádiós munkásságáért, a magyar-török kapcsolatok szolgálatáért, kultúránk törökországi megismertetéséért[27]
- Nagy Miklós Kund kultúraszervező, művészetpártoló újságíró[28]

### 2012
- Kállay Oszkár, brüsszeli nyugalmazott orvos, a Belgiumi Magyarok Szövetségének elnöke[29]
- Jüan Hszi-kun szobrászművész, a magyar-kínai kulturális kapcsolatok fejlődésének támogatásáért, Magyarország kultúrájának kínai népszerűsítéséért, a magyar alkotóknak a kínai közönséggel való megismertetéséért[30]
- Furija Mijako (Furiya Miyako) japán karnagy, a magyar kultúra külföldi megismertetéséért és terjesztéséért[31]
- Jan Kennis holland kulturális diplomata, a holland-magyar kulturális kapcsolatok elmélyítéséért, a holland kultúra iránti magyar és a magyar kultúra iránti holland érdeklődés növeléséért[32]

### 2011[33]
- Ullein-Reviczky Lovice Mária, a magyarországi kultúra támogatásáért
- Robert Christian Bachmann, karmester, zenetudós és zeneoktató
- Gaip Van Chung, vietnami műfordító
- Oscar Pfeffermann, építész
- Rácz Tibor, harmonikaművész

### 2010
- Balás Árpád-Pál, marosvásárhelyi földrajz tanár, idegenvezető, író[34]
- Budai Lívia operaénekesnő[35]
- Günter Grampp, a grazi Technische Universität professzora, több amerikai és nyugat-európai egyetem vendégoktatója[36]
- Yumiko Hertelendy, a Cziffra Alapítvány ausztriai képviselője, amiért évtizedek óta támogatja a fiatal magyar zenei tehetségek külföldi bemutatkozását, egyengeti pályafutásukat
- Jean-Baptiste Joly az Akademie Schloss Solitude alapító tagja, művészeti vezetője és igazgatója
- Indu Mazaldan indiai műfordító[37]
- Nurit Tinari Modai, az izraeli külügyminisztérium osztályvezetője[38]
- Christoph Palm Fellbach főpolgármestere
- Jefim Pivovar történész professzor, az Orosz Állami Bölcsészettudományi Egyetem (RGGU) rektora[39]
- Christoph Ramoser, a Bundesministerium für Wissenschaft und Forschung osztályvezetője[36]
- Szalai Anna, a Jeruzsálemi Héber Egyetem magyar tanára[38]
- Ofer Vardi újságíró[38]

### 2009
- Evžen Gál (Gál Jenő), a budapesti Cseh Centrum igazgatója[40]
- Ricardo Izquierdo Grima, spanyol katonai bíró, a jogtudományok doktora, antropológus és a magyarországi kultúra támogatója[41]
- Kovacsics Ádám, műfordító, egyetemi tanár[41]
- Macuura Kóicsiró az UNESCO nyugalmazott főigazgatója[42]
- Larroudé-Saáry Éva, geológus, költő, író, fotóművész, a Ticinói Magyar Egyesület elnöke[43]

### 2008
- Andreas Fogarasi, magyar származású osztrák képzőművész, a 2007-es Velencei Biennálén a magyar nemzeti pavilon kiállításával elnyert Arany Oroszlán díjért.
- Wolfram Dehmel, a magyar zenetörténeti dokumentum gazdagítása terén kifejtett tevékenységéért
- Kati Marton, amerikai írónő[44]
- Kozma Mária romániai magyar írónő és könyvszerkesztő
- Christa Linsenmaier-Wolf, német kulturális menedzser, „a magyar kultúra németországi terjesztésében kifejtett munkássága elismeréseként”

### 2007
- Karl Rosenberg, német üzletember, az esztergomi Özicseli Hadzsi Ibrahim-dzsámi felújításáért[45]
- Paul Raabe, német könyvtáros, irodalomtörténész, tudományszervező, „a magyar kultúra németországi terjesztésében kifejtett munkássága elismeréseként”[46]

### 2006
- Hans-Henning Paetzke, német író, műfordító
- Dr. Horváth Péter, a Stuttgarti Egyetem professzora[47]
- Daváhügijn Ganbold, mongol irodalomtörténész, műfordító
- Roberto McCausland Dieppa [48] [49]

### 2005
- Csingiz Ajtmatov, kirgiz író

### 2004
- Srí Csinmoj, a Békefutás mozgalom elindítója
- Határ Győző, költő, műfordító, filozófus
- Henry Kammer, holland műfordító
- Méray Tibor, író, újságíró[50]
- Hary Béla, karmester, zeneszerző

### 2003
- Csémy Tamás, a budapesti Cseh Centrum igazgatója[51]

### 2002
- Naftali Kraus, zsidó író, újságíró

### 2001
- Roboz Ágnes, táncpedagógus, koreográfus, a balettművészet és a magyar kultúra terjesztése területén kifejtett kimagasló munkájáért[52]
- Kibédi Varga Áron, irodalomtörténész, esztéta, költő[52]
- Tüski István, református lelkipásztor[52]
- Jos J. H. Vranken, holland karnagy[52]

### 2000
- Lantos Rezsőné zenetanár, karnagy
- Radics Éva, karnagy, zenetörténész
- Takács Jenő zongoraművész, zeneszerző, népzenekutató

### 1999
- Zalán Magda újságíró, író, műfordító[53]

### 1997
- Bordás Győző, író, kritikus, esszéista[54]

### 1993
- Elga Sakse lett műfordító
- Tõnu Seilenthal észt hungarológus[55]
- Tiiu Kokla, észt műfordító
- Janina Išganatité, litván műfordító

### 1992
- Triznya Mátyás (posztumusz), festő, operatőr, látványtervező
- Boór János, újságíró, író, filozófus[54]
- Edvin Hiedel, észt műfordító
- Aino Pervik, észt műfordító
- Ellen Niit, észt költő, műfordító

### 1991
- Szabó Ferenc, jezsuita szerzetes, író, költő
- Molnár József (1918–2009) magyar népi író, folyóirat-szerkesztő, könyvkiadó és nyomdász
- Borbándi Gyula, történész, író, esszéista[54]

### 1990
- Széchényi Péter, festőművész, jogász

### 1988
- Oleg Konsztantyinovics Rosszijanov szovjet-orosz műfordító

### 1985
- Dedinszky Erika költő, műfordító[56][57]